# Jazep Varonka
Iossif Voronko
Jazep Varonka (en biélorusse : Язэп Якаўлевіч Варонка, Iazep Iakawliévitch Varonka ; en russe : Иосиф Яковлевич Воронко, Iossif Iakovlévitch Voronko ; en polonais : Jazep Jakaulewicz Waronka), né le 17 avril 1891 dans le district de Sokółka en Podlachie et mort le 4 juin 1952 à Chicago, est un homme politique et journaliste biélorusse.

## Biographie
Jazep Varonka fait des études à l'université de Saint-Pétersbourg de 1909 et 1914. Début 1917, il rejoint l'Assemblée socialiste biélorusse (be) et à partir de juin 1917 il est membre de son comité central. Il est aussi le chef du comité de secours biélorusse pour les victimes de guerre. Au grand conseil biélorusse en octobre 1917, Varonka soutient l'autonomie de la Biélorussie. Il initie, avec d'autres, le Premier Congrès pan-biélorusse (en) en décembre 1917. Jazep Varonka est le président du comité exécutif du conseil de ce congrès ainsi que le chef du département étranger du conseil. En mars 1918 il est parmi ceux qui proclament la République populaire biélorusse. Jazep Varonka écrit pour les journaux Biélarouskaïa zemlia et Varta. Il s'oriente vers le Conseil de Lituanie et considère la Russie et la Pologne comme des adversaires de l'indépendance de la Biélorussie. Entre décembre 1918 et octobre 1920 il est ministre des affaires biélorusses dans le gouvernement lituanien. Il dirige également le Parti biélorusse des fédéralistes sociaux. À partir de novembre 1922 il préside l'Assemblée socialiste biélorusse à Kaunas. 
Jazep Varonka est l'auteur de livres sur l'histoire de la Biélorussie et sur des thèmes politiques. En 1923 il émigre aux États-Unis et s'installe à Chicago. Aux États-Unis, il est l'un des fondateurs du mouvement biélorusse en exil et le chef de l'Association biélorusso-américaine.